# Escuela Normal Superior José Abelardo Núñez
La Escuela Normal Superior José Abelardo Núñez (JAN) -fundada como Escuela de Preceptores de Santiago en 1842, renombrada Escuela Normal José Abelardo Núñez-, fue la primera institución formadora de maestros habilitados para desempeñarse en la docencia primaria en Chile y Latinoamérica (Educación General Básica). 
Su primer director fue el escritor y político argentino Domingo Faustino Sarmiento. Durante un siglo formó docentes primarios, hasta que finalmente fue cerrada durante la dictadura de Pinochet, en 1974.

## Historia
Los primeros antecedentes que se registran acerca de la instalación de una Escuela de Preceptores, datan de la administración del Presidente don José Joaquín Prieto Vial. Éste había logrado que el Congreso Nacional aprobara un fondo destinado al fomento de escuelas públicas primarias y a la fundación de una "Escuela Normal". Las vorágines políticas y la salida del mandatario que propalaba el proyecto, impidieron que la institución formadora de maestros pudiera nacer a la vida.
El 18 de enero de 1842, Manuel Bulnes, Presidente de la República en aquella época, promulgó el decreto de creación de la Escuela Normal de Preceptores, la más antigua de Hispanoamérica y tan sólo posterior en dos años a la de Massachusetts, en los Estados Unidos.[cita requerida] Se cumplía de esta forma un deseo anhelado por muchos intelectuales y políticos chilenos, quienes veían el cuadro decadente que evidenciaba la educación en el país. Manuel Montt Torres, a la sazón Ministro de Instrucción Pública, puede ser considerado el padre putativo de esta obra, pues a él confluyeron las ideas que comunicaban un proyecto de tal envergadura.
El decreto firmado por el propio ministro Montt, fue redactado por Domingo Faustino Sarmiento.. Según el sanjuanino, la institución debía constituirse en un "establecimiento central en que se formen los preceptores, se estudien y aprendan los métodos y se preparen y se practiquen las reformas necesarias para la mejora de la enseñanza...". (Sarmiento Director de la Escuela Normal 1842-1845, Ministerio de Educación Pública, Santiago, 1942, pg. 9).
La Escuela Normal fue inaugurada solemnemente en Santiago el 14 de junio de 1842, y el primer curso -que constaba de 28 alumnos-, funcionó en un edificio ubicado en la Plaza de Armas de dicha ciudad. Su primer director fue el escritor y político argentino don Domingo Faustino Sarmiento, quien se encontraba en Chile huyendo de la Dictadura de Juan Manuel de Rosas.
Un verdadero caos reinaba en la Escuela durante los primeros años, debido a la falta de preparación pedagógica de la planta docente. Así, por ejemplo, Sarmiento no daba abasto con la multiplicidad de tareas que realizaba casi simultáneamente (además de dictar clases en la Escuela, colaboraba en la redacción del diario El Progreso y era profesor del Liceo de Santiago), y se veía en graves aprietos frente a sus alumnos. Unido a lo anterior, frecuentemente brotaban conatos de rebeldía entre los educandos, razón que motivó la pronta expulsión de 17 de los 28 alumnos fundadores. Montt, comprendiendo que no sólo bastaba el aspecto vocacional para ejercer como un auténtico maestro, envió a Sarmiento a Europa y a los Estados Unidos con el objeto de examinar los procedimientos de enseñanza en las escuelas normales.
Por decreto promulgado el 13 de noviembre de 1845, la Escuela Normal fue transformada en un internado y se la reubicó cerca de la Quinta Normal de Agricultura. El ministro don Antonio Varas, sucesor de Montt en Instrucción Pública e impulsor de la norma, había afirmado que "las escuelas serán siempre lo que sean los preceptores". En ese sentido, justificó la traslación del establecimiento, indicando que con ello los futuros maestros adquirirían conocimientos prácticos de agricultura y de diversos oficios y se sustraerían de la eventual desmoralización que pudiera generarles "el contacto con el mundo urbano" (en ese momento el sector era lugar rural).
A mediados del siglo XIX, empezó a funcionar un anexo de la Escuela, destinado a la enseñanza para sordomudos.[cita requerida] Pero el mayor adelanto se produjo el 26 de agosto de 1853, fecha en que se abrió la Escuela Normal de Preceptoras, con lo cual no sólo los varones podían ejercer la docencia, sino también las mujeres. Esta creación suscitó reacciones de resistencia entre los conservadores, pero aquellas fueron acalladas cuando el entonces Primer Mandatario, señor Montt, anunció que dicho instituto sería dirigido por las monjas del Sagrado Corazón de Jesús.
Al igual que otras instituciones de su mismo tipo, la Escuela Normal José Abelardo Núñez fue cerrada en marzo de 1974 cuando la entonces recién instalada dictadura militar promulgó el DL 353 que estableció que todos los profesores nuevos debieran formarse, de forma exclusiva, en las universidades, eliminando así el sistema de las escuelas normales.

## Requisitos de ingreso
Los postulantes debían reunir ciertas condiciones mínimas para ingresar a la Escuela. Eran éstas:
- Saber leer y escribir.
- Contar a lo menos con 18 años de edad.
- Antecedentes personales intachables.

## Programas de estudio
Según lo ordena el artículo 2 de la ley que dispuso la creación de esta Escuela, "se enseñarán los ramos siguientes: leer y escribir con perfección y un conocimiento completo de los métodos de enseñanza mutua y simultánea; dogma y moral religiosa; aritmética comercial; gramática y ortografía castellana; geografía descriptiva; dibujo lineal; nociones generales de historia y particulares de la de Chile".
En 1851 el plan de asignaturas había experimentado un notable enriquecimiento; se sumaban al programa primigenio dibujo natural, música vocal, inoculación de la vacuna, nociones generales de agricultura y redacción de correspondencia y contabilidad.
Resulta especialmente interesante analizar la Ley Orgánica de Enseñanza Primaria promulgada el 24 de noviembre de 1860, cuyo cuerpo reglamentaba la instrucción primaria en Chile. En esa norma jurídica aparecen citadas las asignaturas que las escuelas normales de hombres debían impartir: geometría, física, química, historia sagrada, historia de América, historia de Chile, dogma fundamental de la fe, música vocal, elementos de agricultura, vacunación y pedagogía técnica y práctica. Por su parte, las escuelas normales de mujeres debían enfatizar los ramos de cosmografía, física, historia sagrada, historia de América, historia de Chile, dogma moral y religioso, música vocal, horticultura, dibujo natural y pedagogía teórica y práctica.
La ley establecía claramente que para ser maestro de escuela se requería el título de normalista, o, por su defecto, competencia acreditada en la forma prescrita por la legislación vigente.

## Desarrollo posterior de las escuelas normales en Chile
Posteriormente los sucesivos gobiernos, fueron creando nuevas Escuelas Normales en: Iquique (1963), Antofagasta (1945), Copiapó(1905), La Serena (1874), Escuela Normal de Niñas de Santiago, siendo así una de las escuelas más recurridas en este ámbito. Curicó(1906), Talca (1906), Victoria (1906), Chillán (1871), Valdivia (1896), Angol (1908) y Ancud (1930), siendo la última, la Escuela Normal de Viña del Mar, fundada en 1950;[cita requerida] siendo su primer rector Orlando Peña Carvajal. Todas tenían internado para los alumnos de otras ciudades y todos los demás, estaban sometidos a régimen de medio pupilaje, es decir permanecían todo el día en el establecimiento.
En los años 1960 la formación del profesorado de la educación básica deja de ser exclusivo de las escuelas normales y también se empieza a realizar en los Colegios Regionales de las universidades. La Dictadura de Pinochet las suprimió en 1974.